# كولموورث (بيدفوردشير)
كولموورث (بالإنجليزية: Colmworth)‏ هي قرية وأبرشية مدنية تقع في المملكة المتحدة في إنجلترا.